# Gigantorhynchus ungriai
Gigantorhynchus ungriai är en hakmaskart som beskrevs av Antonio 1958. Gigantorhynchus ungriai ingår i släktet Gigantorhynchus och familjen Giganthorhynchidae. Inga underarter finns listade i Catalogue of Life.